# Chelonistele
Chelonistele là một chi phong lan gồm 5 loài phân bố từ Nam Á đến Đông Nam Á, đặc biệt ở Java. Đây là loài lan biểu sinh.

## Hình ảnh

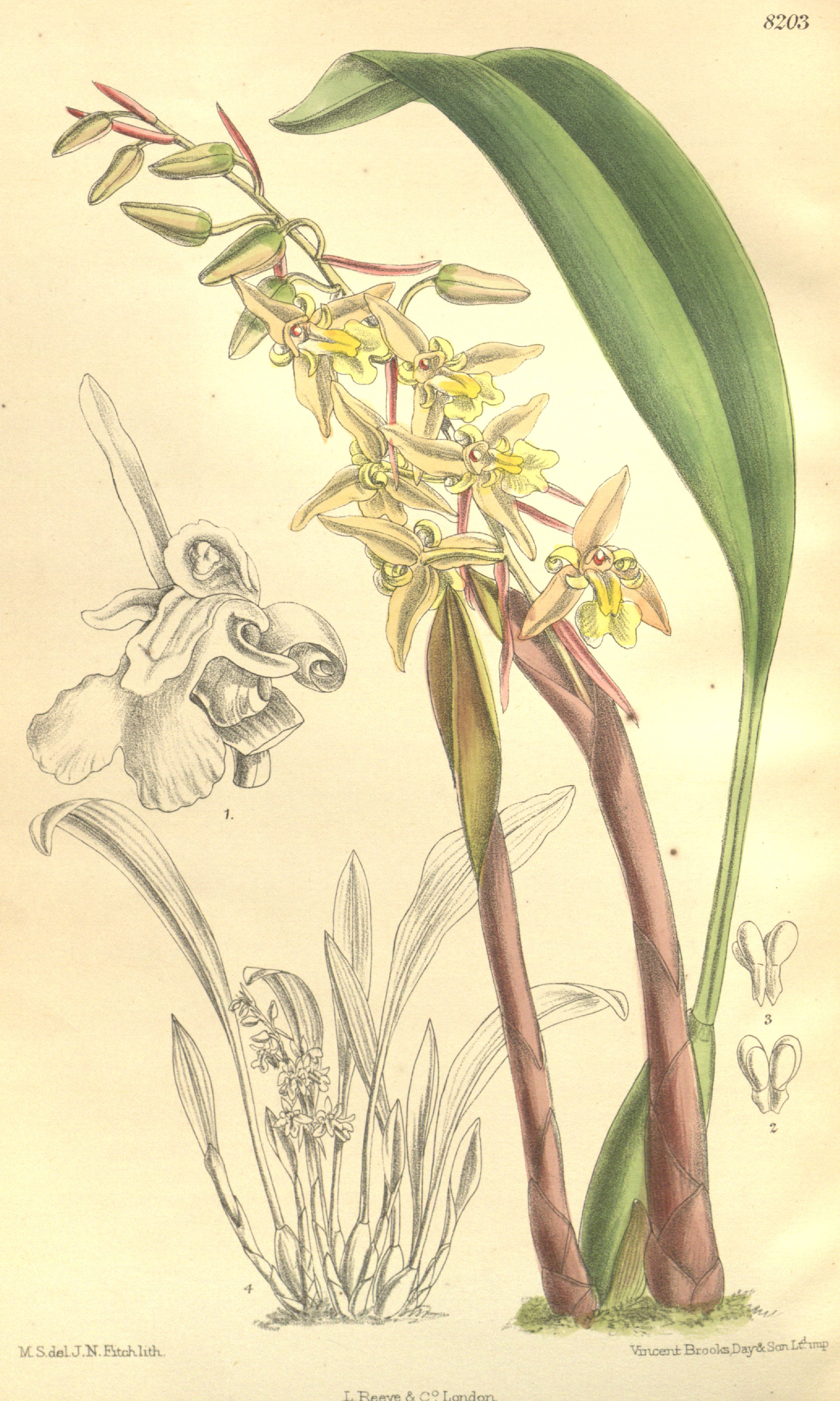

## Các loài
| - Chelonistele amplissima - Chelonistele apiculata - Chelonistele biflora - Chelonistele brevilamellata - Chelonistele clemensii - Chelonistele crassifolia - Chelonistele cuneata - Chelonistele dentifera - Chelonistele ingloria - Chelonistele keithiana - Chelonistele kinabaluensis - Chelonistele kutaiensis | - Chelonistele lamellulifera - Chelonistele laetitia-reginae - Chelonistele lurida - Chelonistele perakensis - Chelonistele pinniloba - Chelonistele pusilla - Chelonistele ramentacea - Chelonistele richardsii - Chelonistele sulphurea - Chelonistele tenuiflora - Chelonistele unguiculata - Chelonistele vermicularis |